# Ана Инчерти
Ана Кармела Инчерти (итал. Anna Carmela Incerti; Палермо 19. јануар 1980) италијанска је атлетичарка специјалиста за дуге стазе и маратон.
Први значајнији резултат остварила је на Универзијади 2003. у Тегуу Јужна Кореја када је на трци на 10.000 метара освојила бронзану медаљу. Исте године је у Фиренци победила у маратону са временом 2:34:40 и постала првак Италије у тој дисциплини за 2003. годину.
На Европском првенству 2006. у Гетеборгу је девета, на Светском првенство 2007. у Осаки седамнаеста. На Олимпијским играма је учествовала два пута, а на 2008. у Пекингу је била 14, а у Лондону 2012. 29.
На Миланском маратону 2008. поставила је лични рекорд у маратону у времену 2:27:42.
У маратонској трци на Европском првенству 2010. освојила је прво место и златну медаљу резултатом 2:32:48. Првобитно је освојила треће место, али је после завршетка трке због дисквалификације прве две дошла на првог места и златне медаље.
Инчерти је висока 1,68 м и тешка 44 кг.

## Значајнији резултати
- Сси резултати су везани за маратон, осим ако није другачије означено.

| Год. | Такмичење           | Место                        | Плас.   | Рез.    |
| ---- | ------------------- | ---------------------------- | ------- | ------- |
| 2003 | Фирентински маратон | Фиренца Италија              | 1       | 2:34:40 |
| 2006 | Европско првенство  | Гетеборг, Шведска            | 9       | 2:32:53 |
| 2007 | Светско првенство   | Осака, Јапан                 | 17      | 2:36:36 |
| 2008 | Милански маратон    | Милано, Италија              | 1       | 2:27:42 |
| 2008 | Олимпијске игре     | Пекинг, Кина                 | 14      | 2:30:55 |
| 2010 | Европско првенство. | Барселона, Шпанија           | 3       | 2:32:48 |
| 2012 | Олимпијске игре     | Лондон, Уједињено Краљевство | 29      | 2:29:38 |
| 2014 | Европско првенство. | Цирих, Швајцарска            | 6.      | 2:29:58 |
| 2014 | Европско првенство. | Цирих, Швајцарска            | 7:27:39 |         |
| 2016 | Европско првенство. | Амстердам, Холандија         | 14.     | 1:12:51 |
| 2016 | Европско првенство. | Амстердам, Холандија         | 3:33:53 |         |
| 2016 | Олимпијске игре     | Рио де Жанеиро, Бразил       | НЗ      | 0       |

## Лични рекорди
- 3000 м: 9:09,42 — 10. септембар 2003, Роверето
- 5000 м: 15:29,06 — 8. мај 2009, Катанија
- 10.000 м: 33:19,01 — 11. мај 2003, Лумедзане
- 10 км : 32:08 — 26. фебруар 2012, Осетија
- 15 км : 48:24 — 26. фебруар 2012, Осетија
- Полумаратон: 1:08:18 — 26. фебруар 2012, Осетија
- Маратон: 2:25:32 — 25. септембар 2011, Берлин